# 捷利马
捷利马（羅馬化：Telʹma）是俄罗斯伊尔库茨克州的工人村（市级镇），属乌索利耶区，位于叶尼塞河流域内安加拉河畔，捷利明卡河（Тельминка）在该地流入安加拉河；在区行政中心别洛列琴斯基东南、州府伊尔库茨克西北方。
该地2021年人口有5,116人；2010年人口4,576；2002年人口4,129；1989年人口4,154。